# Cladotanytarsus verbosus
Cladotanytarsus verbosus är en tvåvingeart som beskrevs av Mazumdar, Hazra och Chaudhuri 2000. Cladotanytarsus verbosus ingår i släktet Cladotanytarsus och familjen fjädermyggor. Inga underarter finns listade i Catalogue of Life.